# David Wing
David Wing (* 24. Juni 1766 in Rochester, Province of Massachusetts Bay; † 13. September 1806 in Montpelier, Vermont) war ein US-amerikanischer Jurist und Politiker der von 1802 bis 1806 Secretary of State von Vermont war.

## Leben
David Wing jr. war Sohn von David Wing. Er zog 1790 nach Montpelier und siedelte sich auf einer Farm an. Da er eine gute Schulbildung hatte, unterrichtete er im Jahr 1791 in der Schule im Haus von Oberst Jacob Davis.
Er wurde im Jahr 1793 zum Town Clerk von Montpelier gewählt. Dieses Amt hatte er bis zu seinem Tod im Jahr 1806 inne. Weitere Ämter waren Richter am County Court dann von 1802 bis 1806 Secretary of State. Er gehörte der Föderalistischen Partei an.
Im Jahr 1806 fiel er im Alter von 40 Jahren einer Fieberepidemie zum Opfer. Er starb am 13. September 1806 in Montpelier. Sein früher Tod wurde bedauert, da er hohes Ansehen genoss und ihm weitere politische Ämter zugetraut worden waren. Sein Grab befindet sich auf dem Elm Street Cemetery in Montpelier.
David Wing war mit Hannah Davis verheiratet, das Paar hatte acht Kinder.